# Кайпаа
Ка́йпаа (фин. Kaipaa) — недействующая железнодорожная станция на 5,5 км перегона Суоярви II — Суоёки. До ноября 1926 года станция была тупиковой, затем линия была продлена до станции Сулкуярви, а спустя год (16.10.1927) — до старой станции Найстенъярви. После Великой Отечественной войны была начата реконструкция существующего участка Суоярви I — Найстенъярви, в результате чего были закрыты станции Кайпаа, Сулкуярви, Раясуванто, а Найстенъярви была перенесена на 1400 метров севернее . При этом двумя километрами южнее станции Кайпаа была открыта новая станция Суоярви II, имевшая, в основном, грузовое назначение.

## История
Изначально станция Суоярви планировалась в качестве тупиковой. Однако в 1924 году от станции Суоярви линия была продлена до деревни Кайпаа, где за несколько лет до этого был основан лесопильный и фанерный заводы. В связи с этим была организована небольшая станция. Здание вокзала было построено в 1925 году по проекту финского архитектора Туре Адольфа Хеллстрёма (фин. Thure Adolf Hellström).
Станция имела как грузовое назначение, так и пассажирское: обслуживала одноимённый посёлок, в настоящее время превратившийся в отдалённый район города Суоярви. В 1926-27 годах была открыта линия от Кайпаа до Найстеньярви, так что прилегающая территория небольшой грузовой станции была занята крупной лесопильной компанией. Однако во время Советско-финской войны (1941—1944) статус станции вновь был понижен до рядового разъезда.
Объектом культурного наследия является здание вокзала, которое в настоящий момент используется как жилой дом.

## Галерея

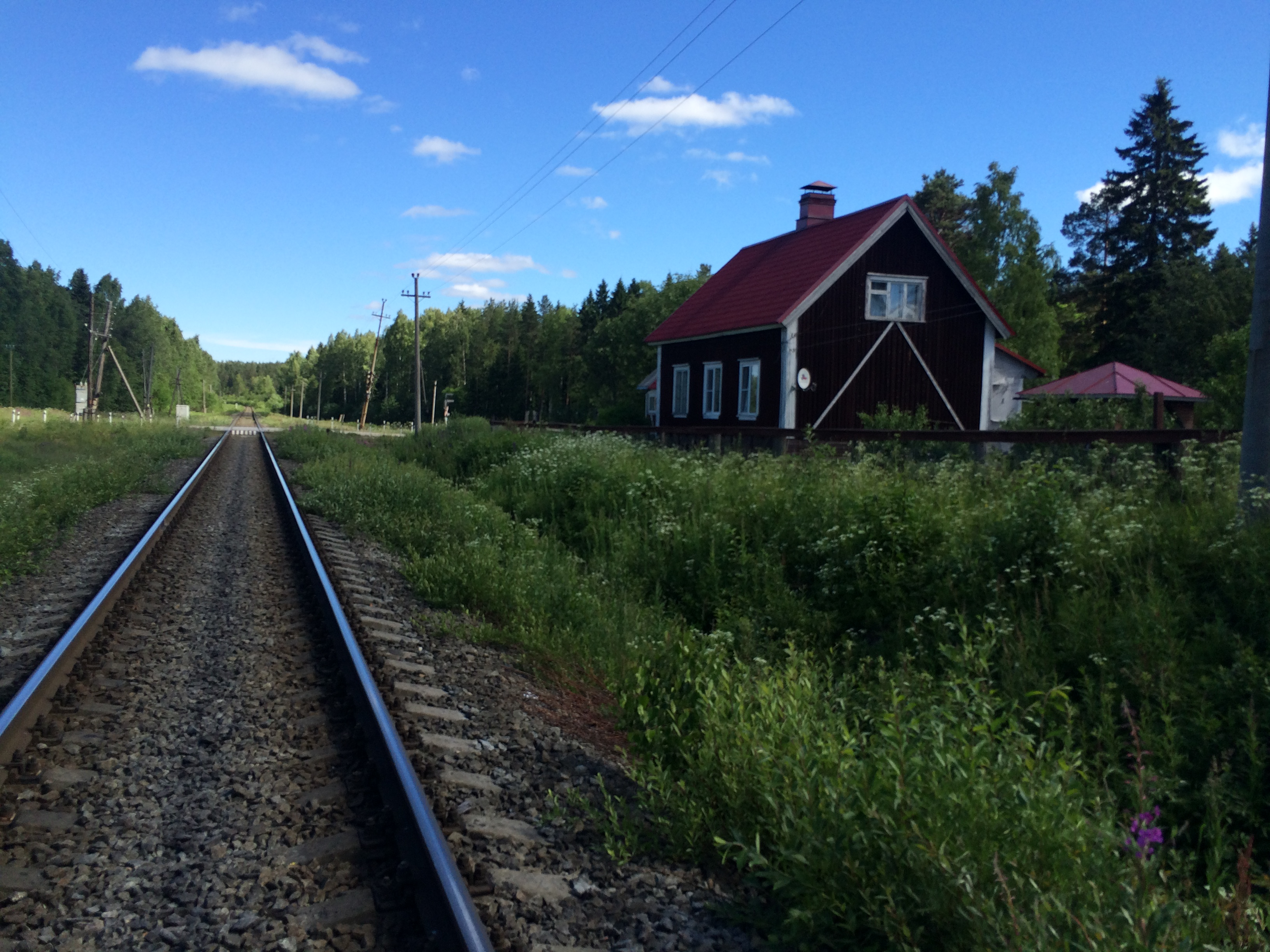
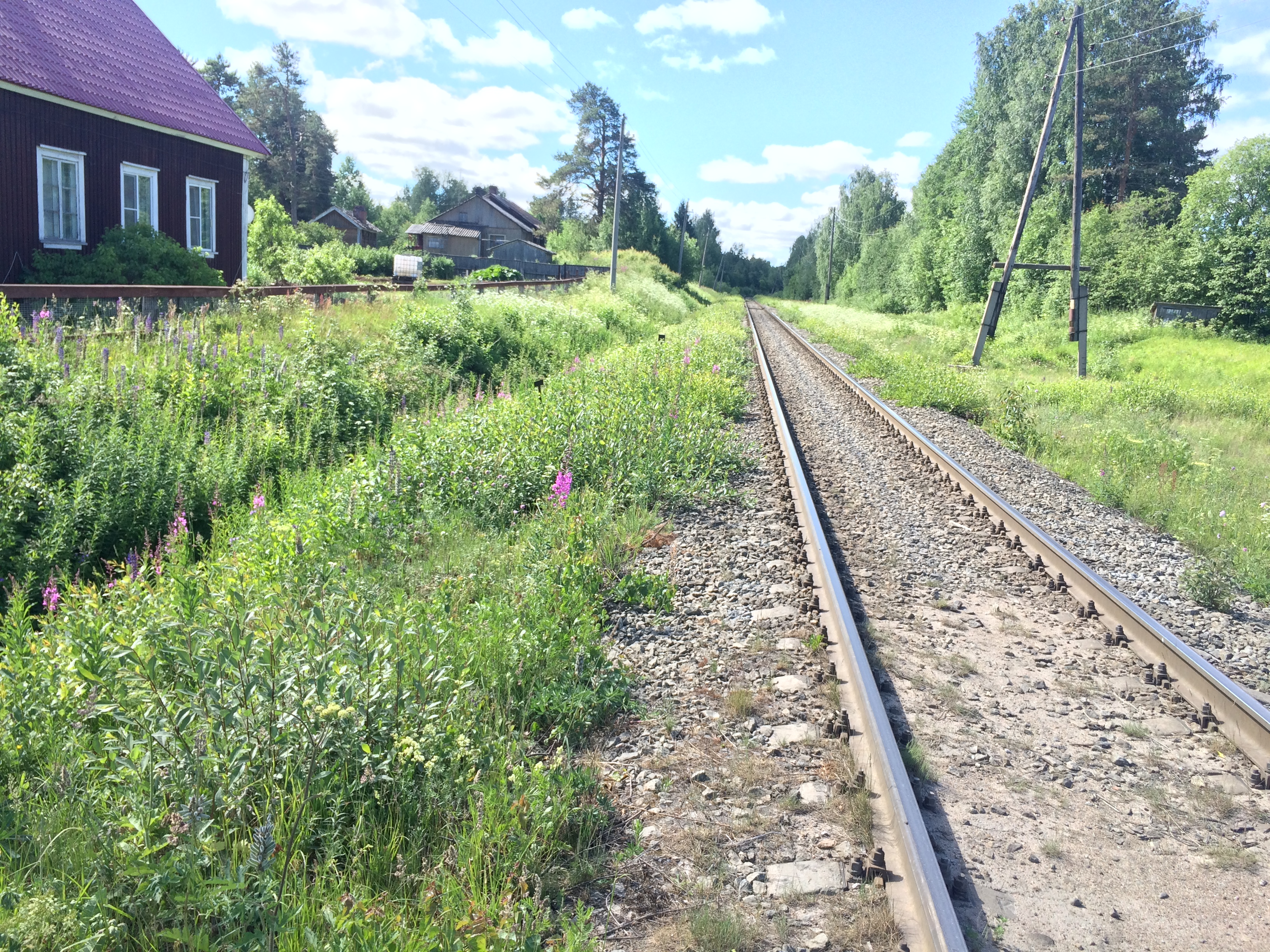
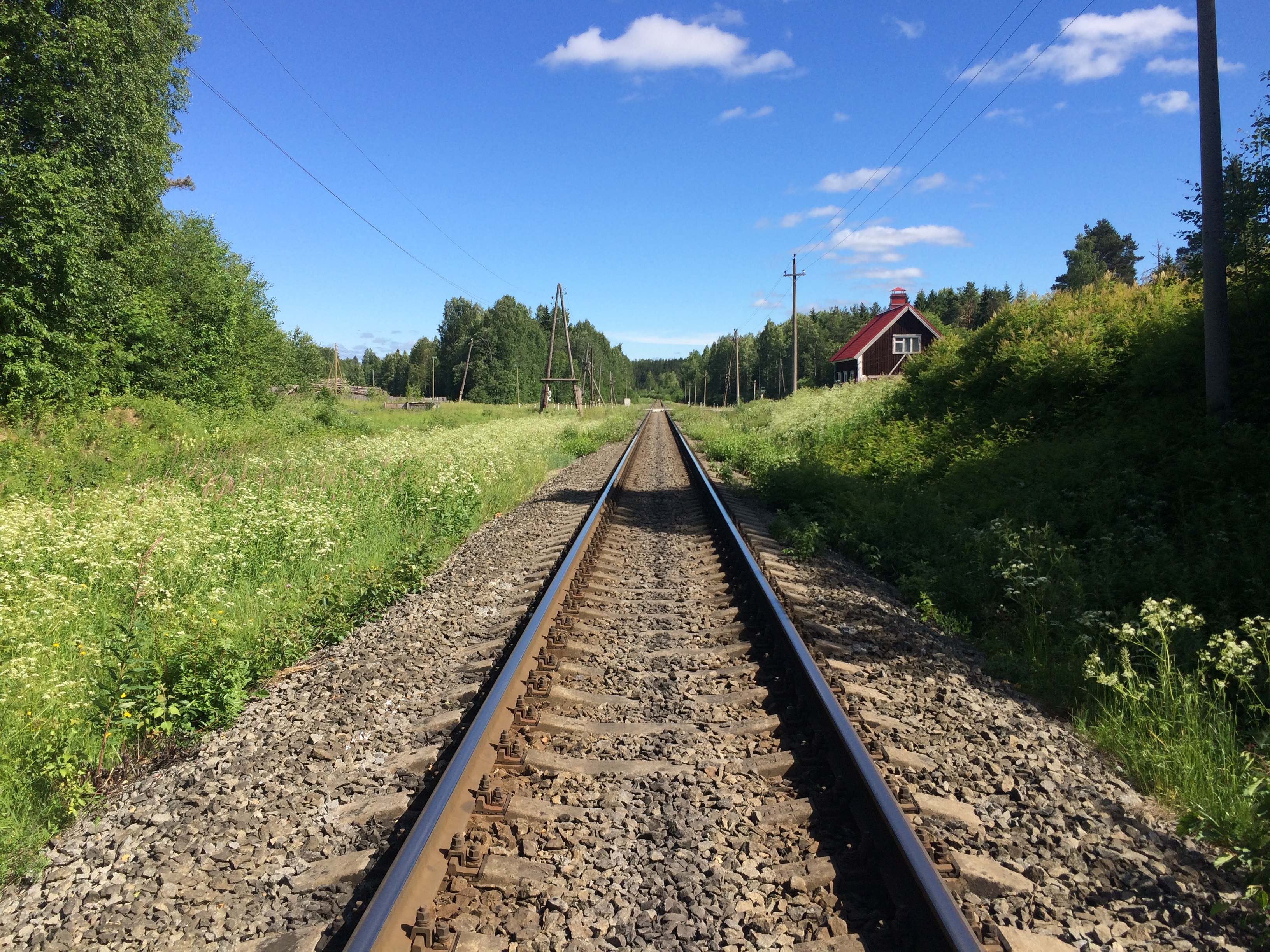